# Région d'Éthiopie
 (mars 2025).
Si vous disposez d'ouvrages ou d'articles de référence ou si vous connaissez des sites web de qualité traitant du thème abordé ici, merci de compléter l'article en donnant les références utiles à sa vérifiabilité et en les liant à la section « Notes et références ».

Régions et zones d'Éthiopie.

L'Éthiopie est, depuis 1995, divisée en régions établies sur des bases ethniques (singulier : kilil).
Celles-ci sont initialement au nombre de neuf, avant de passer à dix à la suite de la régionalisation de la Sidama le 18 juin 2020, puis à onze après celle de l'Éthiopie du Sud-Ouest le 23 novembre 2021 et douze après celle de l'Éthiopie du Sud en 2023 – auxquelles s'ajoutent deux « villes-régions » (singulier : āstedader) : Addis-Abeba et Dire Dawa.
En août 2023, l'État régional du sud de l'Éthiopie est créé à la suite du référendum de 2023 ; les zones restantes de la région des nations, nationalités et peuples du Sud sont alors réorganisées pour former l’Éthiopie du Centre, dissolvant ainsi effectivement l'ancienne région.

## Classement[1]
| Nom de la région                                   | Population 2007 | Superficie (km²) | Densité (hab./km²) | Capitale    |
| -------------------------------------------------- | --------------- | ---------------- | ------------------ | ----------- |
| Addis-Abeba                                        | 2 738 248       | 530              | 5 166              | -           |
| Afar                                               | 1 411 092       | 96 707           | 14                 | Semera      |
| Amhara                                             | 17 214 056      | 159 174          | 108                | Baher Dar   |
| Benishangul-Gumuz                                  | 670 847         | 49 289           | 13                 | Asosa       |
| Dire Dawa                                          | 342 827         | 1 213            | 283                | -           |
| Éthiopie du Centre                                 |                 |                  |                    | Hosaena     |
| Éthiopie du Sud                                    |                 |                  |                    | Sodo        |
| Éthiopie du Sud-Ouest                              |                 |                  |                    | Bonga       |
| Gambela                                            | 306 916         | 25 802           | 12                 | Gambela     |
| Oromia                                             | 27 158 471      | 353 632          | 77                 | Addis-Abeba |
| Région Harar                                       | 183 344         | 311              | 589                | Harar       |
| Région des nations, nationalités et peuples du Sud | 15 042 531      | 112 343          | 134                | Hawassa     |
| Sidama                                             |                 |                  |                    | Hawassa     |
| Somali                                             | 14 544 912      | 279 252          | 52                 | Djidjiga    |
| Tigré                                              | 4 314 456       | 50 078           | 86                 | Mekele      |

## Les anciennes provinces
Les régions administratives remplacent, depuis 1995, le système plus ancien des provinces établi par Haïlé Sélassié Ier. Leurs noms sont parfois encore employés pour désigner un lieu dans le pays.

De 1942 jusqu'au moment de la modification, en 1995, ces provinces étaient :
| - Arsi - Balé - Begemder - Gamu-Gofa - Godjam | - Harargué - Illubabor - Kaffa - Shoa (Shewa) | - Sidamo - Tigré - Welega - Wollo (Wello) |

Avant la Seconde Guerre mondiale, on trouvait également d'autres provinces, comme :
| - l'Agame - l'Agawmeder - le pays amhara - le Daouaro - le Dembiya - le Fatajar | - Hadiya - le Ifat - le Lasta - le Menz - le Qwara - le Simien | - le Tembien - le Tselemt - le Tsegede - le Wag - le Wegera |